# ピエドラス・ネグラス

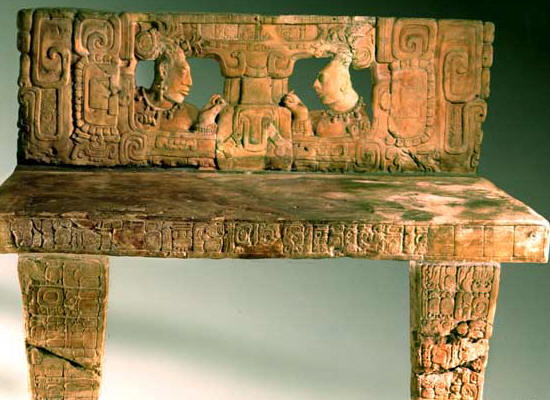
玉座1号。「偉大な太陽・亀の歯」の名前のある「支配者7」（位781-808?）によって西のアクロポリスの回廊J-6に奉納された。808-810年前後に反乱、暴動によってピエドラス・ネグラスの王朝が崩壊するときにこの玉座もばらばらに破壊されたと思われる。

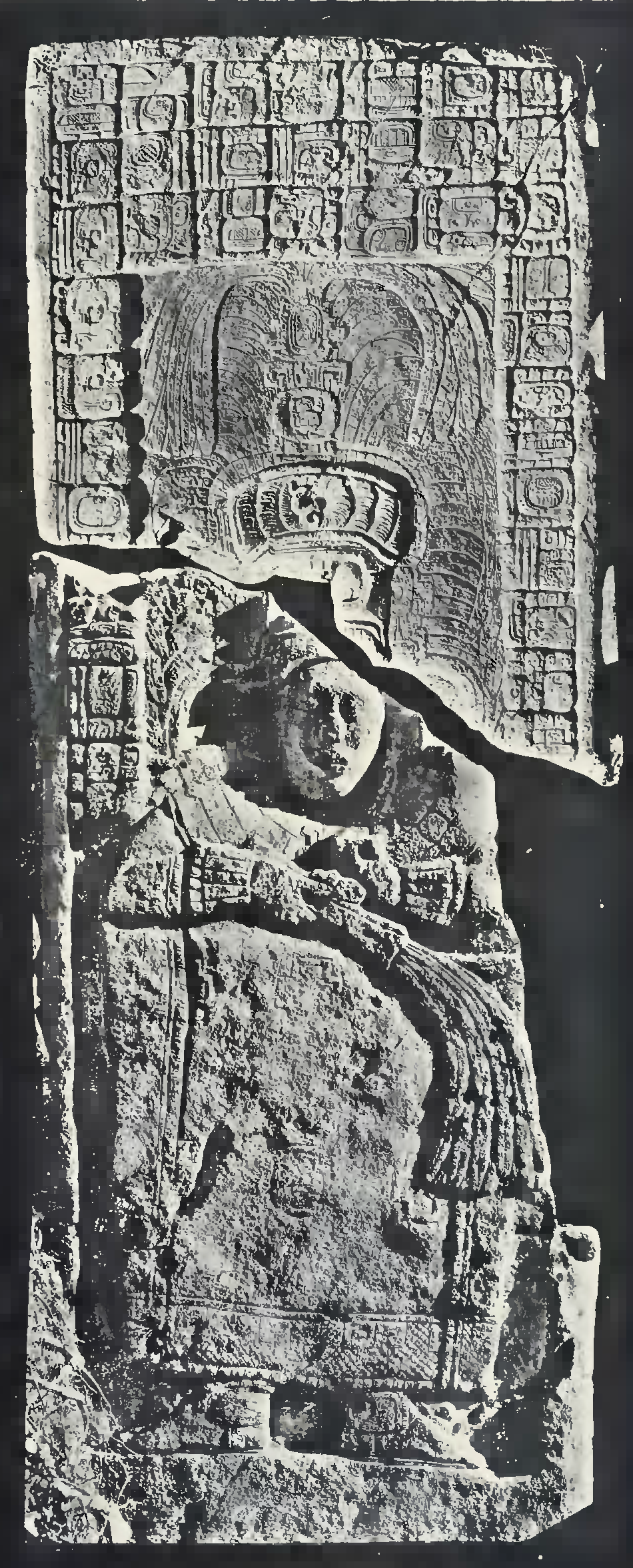
ピエドラス・ネグラス石碑1号。キニチ・ヨナル・アーク2世の即位後のカトゥンの儀礼についてや、王妃カトゥン・アハウについての記述がある。

ピエドラス・ネグラス (Piedras Negras) は、グアテマラペテン地方西部のウスマシンタ川北岸に位置する古典期マヤ遺跡のひとつ。現在はシエラ・デル・ラカンドン国立公園の一部となっている。 ピエドラス・ネグラスという名はスペイン語で黒い石を意味する。古代マヤ語でYo'k'ib（ヨキブ）と呼ばれており、「大きな門」もしくは「入り口」を意味し、これは遺跡のすぐ近くにある現在は干上がっている巨大なセノーテに由来すると推測される。また、祭壇4などに見られる未解読文字Paw stone（ポー・ストーン、複合文字であり、未解読であるPaw（ネコ科動物などの爪のついた足）と既に解読されているTuun（石）の組み合わせ）も地名を表しているとされ、この遺跡が創設された当時の地名である可能性が高い。
この遺跡は、西グループ、東グループ、南グループに分けられる。西と南のグループはそれぞれ球戯場や広場を備える。アーチ状の屋根を持つ宮殿や神殿ピラミッドが立ち並び、それらの一つは遺跡内に数ある洞窟のうちの一つとつながっている。また、ウスマシンタ川の川岸には、ヨキブ (Yo’ki’b) の紋章文字が彫られた巨石がある。 

## 王国史
ピエドラス・ネグラスは、ウスマシンタ川流域で一時は最大の勢力を誇った王国の首都である。ウスマシンタ川の40キロメートル上流にはライバルであったヤシュチランがあり、サン・ペドロ・マルティル川とウスマシンタ川に挟まれた地域にはラ・オンラデス、パハラルやサポテ・ボバルなど中小規模都市で構成されたHix Witz（ジャガーの丘）同盟が存在した。出土した土器から推測されるに、紀元前7世紀中頃から定住が始まり、紀元850年頃にはその他の古典期マヤ都市センターと同様に放棄された。王国が創始された時代は判明していないが、当初は小規模の都市であったと見られる。紀元450年頃からヤシュチランの碑文においてピエドラス・ネグラスの王が敗者として刻まれるなど、この時代には既に重要な都市センターになっていた。古典期前期の碑文はわずかしか残されていないが、後の時代の碑文には紀元500年頃にテオティワカンの影響があったことを物語る記述がある。彫刻と建築が最も活発に行われたのは、紀元608年から紀元810年にかけてである。紀元608年は石碑25が作られた年であり、その彫刻にはキニチ・ヨナル・アーク1世の即位の様子が描かれている。この時代以降、ウスマシンタ川流域のライバルであるヤシュチランとの抗争の他に、ペテン地方西部に勢力を伸ばしてきたペテン地方中部やペテシュバトゥン地方の勢力とも争うことになる。他の古典期マヤ王国が衰退していくなかで、紀元8世紀後半においてピエドラス・ネグラスの芸術活動は最高峰に達し、石板3や石碑14、石碑15、玉座1などを作成した。ピエドラス・ネグラスのモニュメントのユニークな特徴は、いわゆる「芸術家の署名」が多々見られることである。多い例では、石碑12に8人の署名が見られる。だが、紀元808年にヤシュチランとの戦争に敗れた後、紀元810年の祭壇3を最後に長期暦を刻んだ彫刻は作成されなくなり、まもなくこの都市は終焉をむかえることになる。都市が放棄される前に、玉座1などいくつかのモニュメントが故意に破壊されており、支配者を描いた肖像や文字に対しては損傷を加えられたが、神々を描いた肖像と文字は無傷のままであった。このことはマヤ文字を読み書きできる人々によって、反乱若しくは征服が行われたことを示している。ただし、ウスマシンタ川は重要な交易路であり、王国が滅んだ後も人が住んでいた形跡がある。

## 研究史
ピエドラス・ネグラスの名が文献に初めて登場するのは、1892年に出版されたフランス人リュドビク・シャンボンの旅行記においてである。このガスコーニュ人は、近くにあった小さな伐採キャンプの名をとって、この遺跡をピエドラス・ネグラス（黒い石）と名づけた。名前の由来は、建造物に使用された石の色である。
1894年、きこりに案内されたオーストリア人写真家テオベルト・マーラーが遺跡を訪れ、1901年、ハーヴァード大学ピーボディー博物館より彼の写真と報告書を収めた論文集が発行された。1931年より、ペンシルベニア大学博物館アメリカ部門責任者ジョン・オールデン・メイソンの主導の下、ピエドラス・ネグラスの発掘プロジェクトが開始される。1932年、プロジェクトの責任者はリントン・サタースウェイト・ジュニアに引き継がれ、彼の下で1939年まで調査が行われた。ペンシルベニア大学はフィラデルフィアにある博物館に展示するためのモニュメントを手に入れることを望み、大規模な発掘プロジェクトを計画した。ピエドラス・ネグラスがその対象に選ばれたのはカーネギー研究所のシルヴェイナス・グリスヴォルド・モーリーとアルフレッド・V・キダーの助言による。
メイソンとサタースウェイトらによる調査は、一部を除いてなんら結論を出せぬまま終了したが、発掘の過程で得た大量の重要な発見は研究者たちに提供され、カーネギー研究所によるチチェン・イッツアやワシャクトゥンの調査などとともにマヤ地域の考古学の発展に大いに貢献した。中でも特筆すべきは、タチアーナ・プロスクリアコフがこの発掘プロジェクトに復元図を作成する画家として参加したことである。建築学の知識を駆使して描かれたアクロポリスの遠景や建造物の復元図は、現在でもピエドラス・ネグラスを扱う論文や出版物で目にすることができる。この仕事を終えた後、彼女はカーネギー研究所に招かれ、コパンの発掘プロジェクトに画家として参加する。その後、画家としてではなく考古学者として研究に従事するようになった。
第二次世界大戦やグアテマラ内戦の影響などにより、その後58年間ピエドラス・ネグラスで大規模な発掘調査が行われることはなかった。一方で、1960年にこの遺跡の研究は碑文学の分野で革新的な発展をとげる。既に画家から考古学者に転身していたタチアーナ・プロスクリアコフが、ピエドラス・ネグラスに残されている保存状態の極めて良好な石碑やレリーフの中に、ある一定のパターンを持つものを見出したのである。プロスクリアコフは、石碑には、王などの特定の人物の誕生、即位、没年月日を長期暦で刻まれていると仮定し、そういった人物の名前と称号があることを立証した。この発見により、ひとつのマヤ王朝の歴史が明らかになったのである。続いて、プロスクリアコフはピエドラス・ネグラスのライバルであったヤシュチラン王朝の歴史も解明している。プロスクリアコフが1985年に亡くなったとき、ピエドラス・ネグラスのアクロポリスの建造物J-23に埋葬された。
グアテマラ内戦終結に伴いグアテマラ考古学歴史研究所 (Instituto de Antropología e Historia de Guatemala, IDAEH) の許可が下り、1997年から2000年にかけて大規模な発掘調査が、ブリガムヤング大学のスティーブン・ハウストンとLa Universidad del Valle de Guatemalaのエクトル・エスコベドの指揮の下で実施された。